# Sodener Bahn
| Verlauf von Sodener Bahn und benachbarter Königsteiner Bahn |                         |                             |                             |
| Streckennummer (DB): | 3640                    |                             |                             |
| Kursbuchstrecke (DB): | 643                     |                             |                             |
| Kursbuchstrecke: | 167e (1934) 195d (1946) |                             |                             |
| Streckenlänge: | 7,207 km                |                             |                             |
| Spurweite: | 1435 mm (Normalspur)    |                             |                             |
| Stromsystem: | 15 kV 16,7 Hz ~         |                             |                             |
| Zugbeeinflussung: | PZB                     |                             |                             |
| |                         |                             |                             |
| \| \| \| von Wiesbaden \| \| \| \| \| von Niedernhausen \| \| \| \| \| von Königstein \| \| \| \| -0,533 \| Frankfurt-Höchst \| Frankfurt-Höchst \| \| \| \| nach Frankfurt \| \| \| \| \| nach Frankfurt \| \| \| \| -0,277 \| Zuckschwerdtstraße (26 m) \| Zuckschwerdtstraße (26 m) \| \| \| \| Höchst Stadtpark (geplant) \| \| \| \| 1,721 \| Frankfurt-Sossenheim \| Frankfurt-Sossenheim \| \| \| 1,741 \| BÜ Sossenheimer Weg \| BÜ Sossenheimer Weg \| \| \| \| Dunantsiedlung (geplant) \| \| \| \| \| nach Eschborn Süd (geplant) \| \| \| \| 2,319 \| BÜ Lindenweg \| BÜ Lindenweg \| \| \| 2,532 \| Bundesautobahn 66 (65 m) \| Bundesautobahn 66 (65 m) \| \| \| 3,449 \| BÜ Feldweg \| BÜ Feldweg \| \| \| 4,317 \| Sulzbach (Taunus) \| Sulzbach (Taunus) \| \| \| 4,376 \| BÜ Bahnstraße \| BÜ Bahnstraße \| \| \| 5,144 \| BÜ Oberliederbacher Weg \| BÜ Oberliederbacher Weg \| \| \| \| von Niederhöchstadt \| \| \| \| \| Sulzbacher Straße (22 m) \| \| \| \| 6,674 \| Bad Soden (Taunus) \| Bad Soden (Taunus) \| \| \| \| \| \| \| Quellen: [1][2] \| \| \| \| |                         |                             |                             |
| |                         | von Wiesbaden               |                             |
| Abzweig geradeaus und von links |                         | von Niedernhausen           | von Niedernhausen           |
| Abzweig geradeaus und von links |                         | von Königstein              | von Königstein              |
| Bahnhof | -0,533                  | Frankfurt-Höchst            | Frankfurt-Höchst            |
| Abzweig geradeaus und nach rechts |                         | nach Frankfurt              | nach Frankfurt              |
| Abzweig geradeaus und nach rechts |                         | nach Frankfurt              | nach Frankfurt              |
| Brücke | -0,277                  | Zuckschwerdtstraße (26 m)   | Zuckschwerdtstraße (26 m)   |
| ehemaliger Haltepunkt / Haltestelle |                         | Höchst Stadtpark (geplant)  | Höchst Stadtpark (geplant)  |
| Haltepunkt / Haltestelle | 1,721                   | Frankfurt-Sossenheim        | Frankfurt-Sossenheim        |
| Bahnübergang | 1,741                   | BÜ Sossenheimer Weg         | BÜ Sossenheimer Weg         |
| ehemaliger Haltepunkt / Haltestelle |                         | Dunantsiedlung (geplant)    | Dunantsiedlung (geplant)    |
| Abzweig geradeaus und ehemals nach rechts |                         | nach Eschborn Süd (geplant) | nach Eschborn Süd (geplant) |
| Bahnübergang | 2,319                   | BÜ Lindenweg                | BÜ Lindenweg                |
| Brücke | 2,532                   | Bundesautobahn 66 (65 m)    | Bundesautobahn 66 (65 m)    |
| Bahnübergang | 3,449                   | BÜ Feldweg                  | BÜ Feldweg                  |
| Haltepunkt / Haltestelle | 4,317                   | Sulzbach (Taunus)           | Sulzbach (Taunus)           |
| Bahnübergang | 4,376                   | BÜ Bahnstraße               | BÜ Bahnstraße               |
| Bahnübergang | 5,144                   | BÜ Oberliederbacher Weg     | BÜ Oberliederbacher Weg     |
| Abzweig geradeaus und von rechts |                         | von Niederhöchstadt         | von Niederhöchstadt         |
| Brücke |                         | Sulzbacher Straße (22 m)    | Sulzbacher Straße (22 m)    |
| Kopfbahnhof Streckenende | 6,674                   | Bad Soden (Taunus)          | Bad Soden (Taunus)          |
| |                         |                             |                             |
| Quellen: |                         |                             |                             |

Die Sodener Bahn ist eine bereits 1847 eröffnete Eisenbahnstrecke im Westen von Frankfurt am Main und Teil des Nahverkehrsnetzes von Frankfurt am Main.

## Strecke
Die Sodener Bahn verläuft von Frankfurt-Höchst über Sulzbach nach Bad Soden und ist 7,207 Kilometer lang. Sie wurde auch Höchst-Sodener Bahn genannt. Die Strecke trägt die Kursbuchnummer 643 und wurde bis zum 14. Dezember 2024 beim Rhein-Main-Verkehrsverbund (RMV) als Linie 11 geführt.

## Geschichte

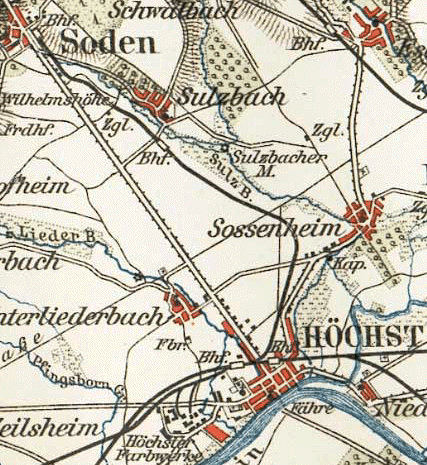
1893 verlief die Strecke noch über freies Feld.

1845 wurde die Sodener Actien-Gesellschaft durch das Bankhaus Bethmann zum Bau eines Kurhauses und einer Eisenbahnstrecke nach Soden gegründet. Die Strecke wurde am 22. Mai 1847 eröffnet und ist damit die zweitälteste Stichstrecke in Deutschland (nach der 1845 eröffneten, jedoch 1977 stillgelegten Bahnstrecke Baden-Oos–Baden-Baden).
In Höchst hat sie Anschluss an die seit 1839 bestehende Taunus-Eisenbahn von Frankfurt nach Wiesbaden, wobei die Gleislage einen durchgehenden Verkehr in Richtung Wiesbaden ermöglichte, in Richtung Frankfurt war ein Richtungswechsel erforderlich. Anlass für den Bau der Bahn war der Anschluss des aufstrebenden Kur- und Badeorts Soden an das noch sehr junge Eisenbahnnetz. Erbauer und Eigentümer der Bahn war die Sodener Actien-Gesellschaft, die die Betriebsführung von Anfang an der Taunus-Eisenbahn-Gesellschaft übertragen hatte.
Seit 1972 gibt es im Bahnhof Bad Soden einen Anschluss zur Limesbahn von Bad Soden nach Niederhöchstadt, über den die Stadt an die S-Bahn Rhein-Main angebunden ist.

## Betrieb
Die Bahn fuhr zunächst nur in den Sommermonaten. 1860 legte die Betreibergesellschaft die Strecke still und forderte Subventionen von der nassauischen Regierung, was diese jedoch ablehnte. Erst am 1. Oktober 1863, nachdem die Strecke für 100.000 Gulden an die Taunus-Eisenbahn-Gesellschaft verkauft worden war, wurde der Betrieb wieder aufgenommen. Zum 1. Januar 1872 wurde die Sodener Bahn an die Preußischen Staatsbahn verkauft und fuhr seitdem auch im Winter.
Von 1979 bis 1997 war die Sodener Bahn Bestandteil der Linie S3 der S-Bahn Rhein-Main. Dazu wurde die Strecke elektrifiziert. Die Besetzung der Züge war aber sehr schwach, so dass der S-Bahn-Betrieb aufgegeben wurde. Außerdem führte die Zielbeschilderung „Frankfurt-Höchst“ trotz ergänzender Texte und Durchsagen immer wieder zur „Fehlnutzung“ durch Fahrgäste, was neben einer enorm verlängerten Reisezeit durch die Tarifierung im Regelfall auch eine Fahrt ohne gültigen Fahrausweis zur Folge hatte.
Von 1997 bis 2023 führte die Frankfurt-Königsteiner Eisenbahn und seit deren Fusion die Hessische Landesbahn den Betrieb der Strecke durch, welche zuletzt als RB 11 geführt wurde. Trotz Oberleitung wurden weitestgehend Dieseltriebwagen des Typs VT 2E und ab 2006 LINT eingesetzt, zur Personalschulung vor Linienübernahmen fuhren mehrmals vorübergehend neue elektrische Niederflurtriebzüge des Typs FLIRT sowie Coradia Continental. Ab dem Fahrplanwechsel am 15. Dezember 2019 verkehrten ausschließlich Coradia Continental. Es gibt keine Wagendurchläufe auf andere Linien mehr, anders als beispielsweise auf den Strecken Frankfurt–Königstein und Frankfurt–Brandoberndorf.
Am 1. April 2023 übernahm die Regionalverkehre Start Deutschland, eine Tochter der DB Regio, den Betrieb auf der Strecke. Die Fahrzeugflotte wurde vorübergehend durch fabrikneue Fahrzeuge des Typs LINT 41 ersetzt, die von der Hessischen Landesbahn angemietet wurden. Ab Herbst 2023 sollte der Wechsel auf wasserstoffbetriebene Fahrzeuge vom Typ iLint erfolgen. Diese sollten im Industriepark Höchst mit Wasserstoff betankt werden und vom RMV beschafft werden.
Lieferverzögerungen bei den neuen Wasserstoffzügen und Personalnot führten regelmäßig zu Schwierigkeiten bei der Aufrechterhaltung des Betriebs. Damit die Verfügbarkeit von Fahrzeugen auf anderen Linien des aktuellen start-Netzes unter diesen Umständen gewährleistet war bzw. verbessert werden konnte, wurde die RB 11 ab dem 25. September 2023 vorübergehend von der S-Bahn Rhein-Main betrieben, angelehnt an die alte Linie S3. Zum Fahrplanwechsel am 10. Dezember 2023 übernahm die Regionalverkehre Start Deutschland wieder den Betrieb der RB11. Damit einher gingen erneut größere Ausfälle; der Betrieb konnte nicht aufrechterhalten werden. Grund dafür war ein hoher Krankenstand, welcher Personalmangel zur Folge hatte.
Die Strecke nutzt die S-Bahn seit Betriebsbeginn der RB 11 für Betriebsfahrten ohne Fahrgäste. Eine Aufnahme des RB-11-Ersatzbetriebes ist daher ohne zusätzliche Weiterbildungen der Triebfahrzeugführer möglich.
Ab dem 29. März 2024 wurde der Betrieb eingestellt, der Verkehr auf Schienenersatzverkehr (SEV) mit Bus umgestellt. Weil u. a. Baufelder der Regionaltangente West (RTW) im Bahnhof Höchst nur über die Schiene erreicht werden können, sollte der SEV für die weitere Bauzeit, d. h. bis zur Inbetriebnahme der RTW (nach damaliger Einschätzung Ende 2028) aufrechterhalten bleiben. Mit dem Fahrplanwechsel am 15. Dezember 2024 ist auch der SEV und damit die RB 11 endgültig Geschichte: Das bisherige Angebot wird durch eine Direktverbindung mit einer neuen Expressbuslinie X11 im Regelbetrieb ersetzt. In 19 Minuten kommen Fahrgäste so künftig ab dem Bahnhof Bad Soden am Taunus über Zwischenhalte in Sulzbach Bahnstraße und Unterliederbach Alleehaus zum Höchster Bahnhof. Der Bus verkehrt von Montag bis Samstag im 30-Minuten-Takt.

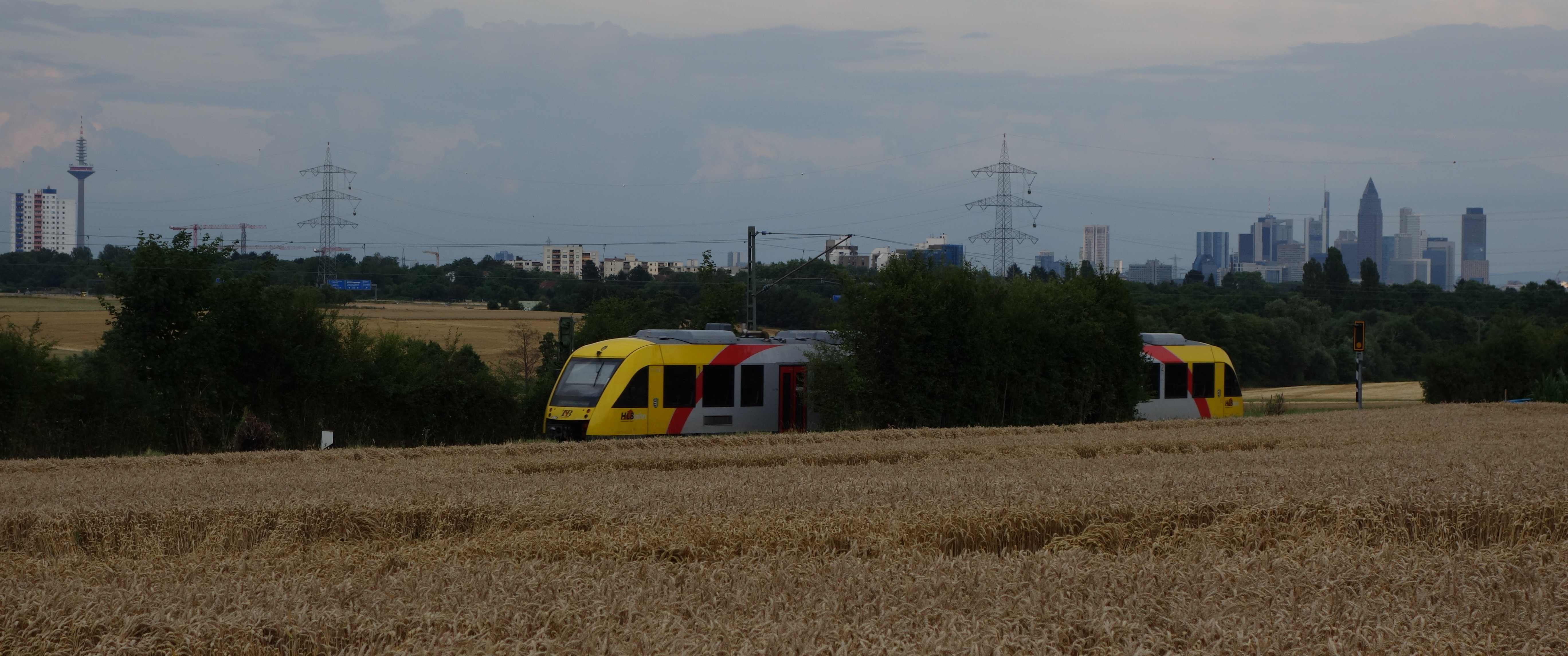
LINT 41 im Feld zwischen Sulzbach (Taunus) und Frankfurt-Sossenheim
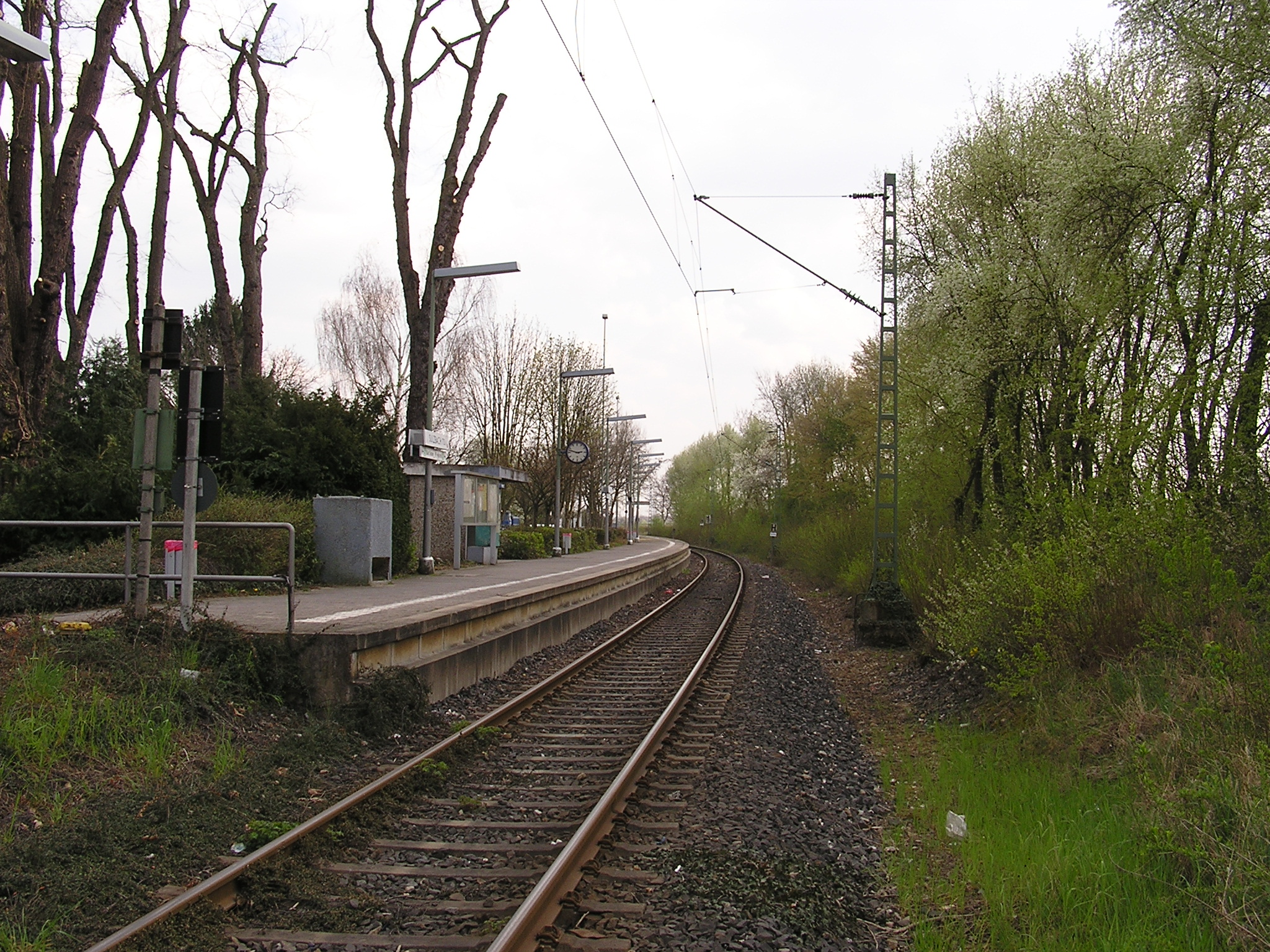
Haltepunkt Sulzbach (Taunus)
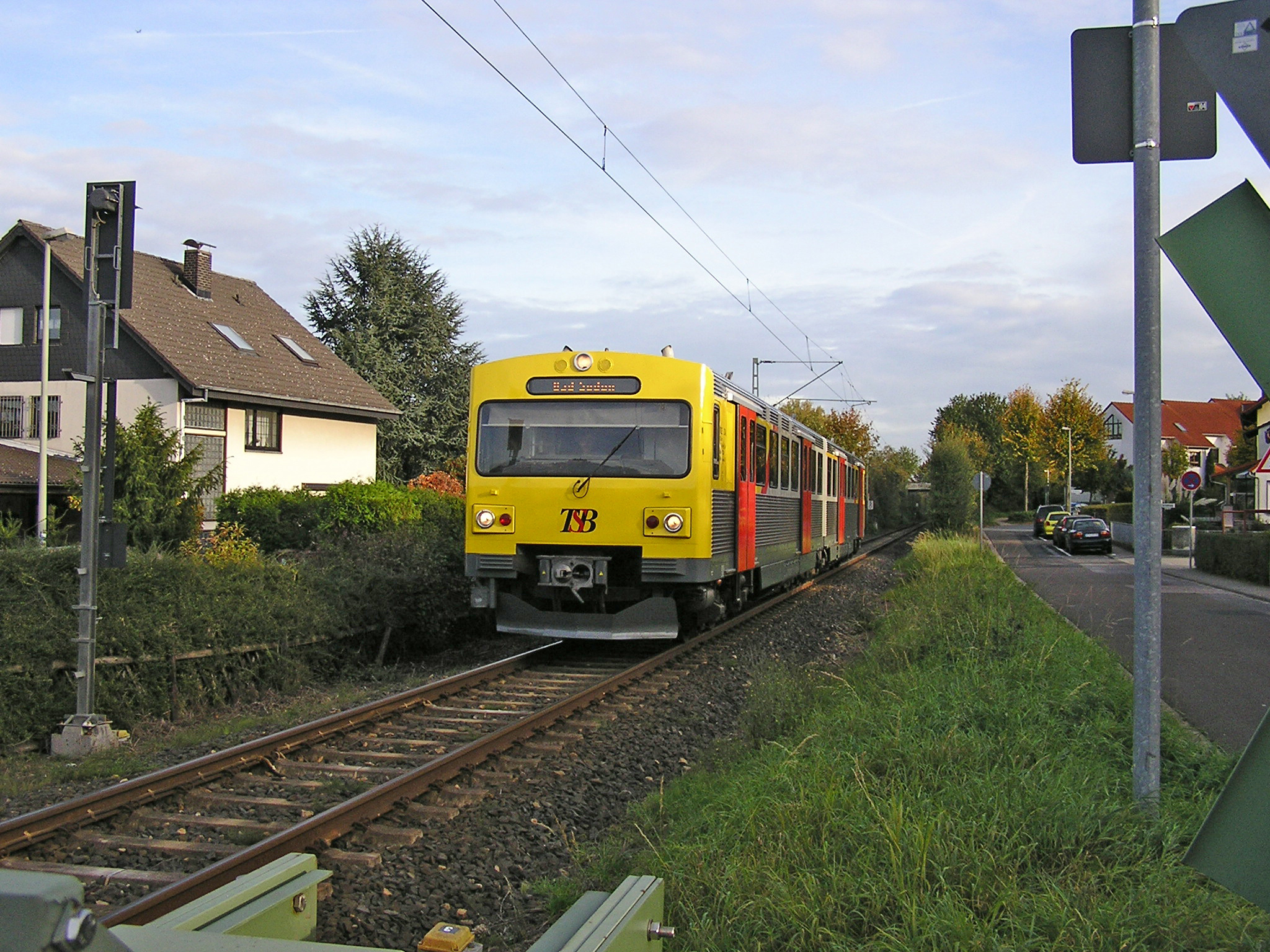
VT 2E bei Sulzbach (Taunus)
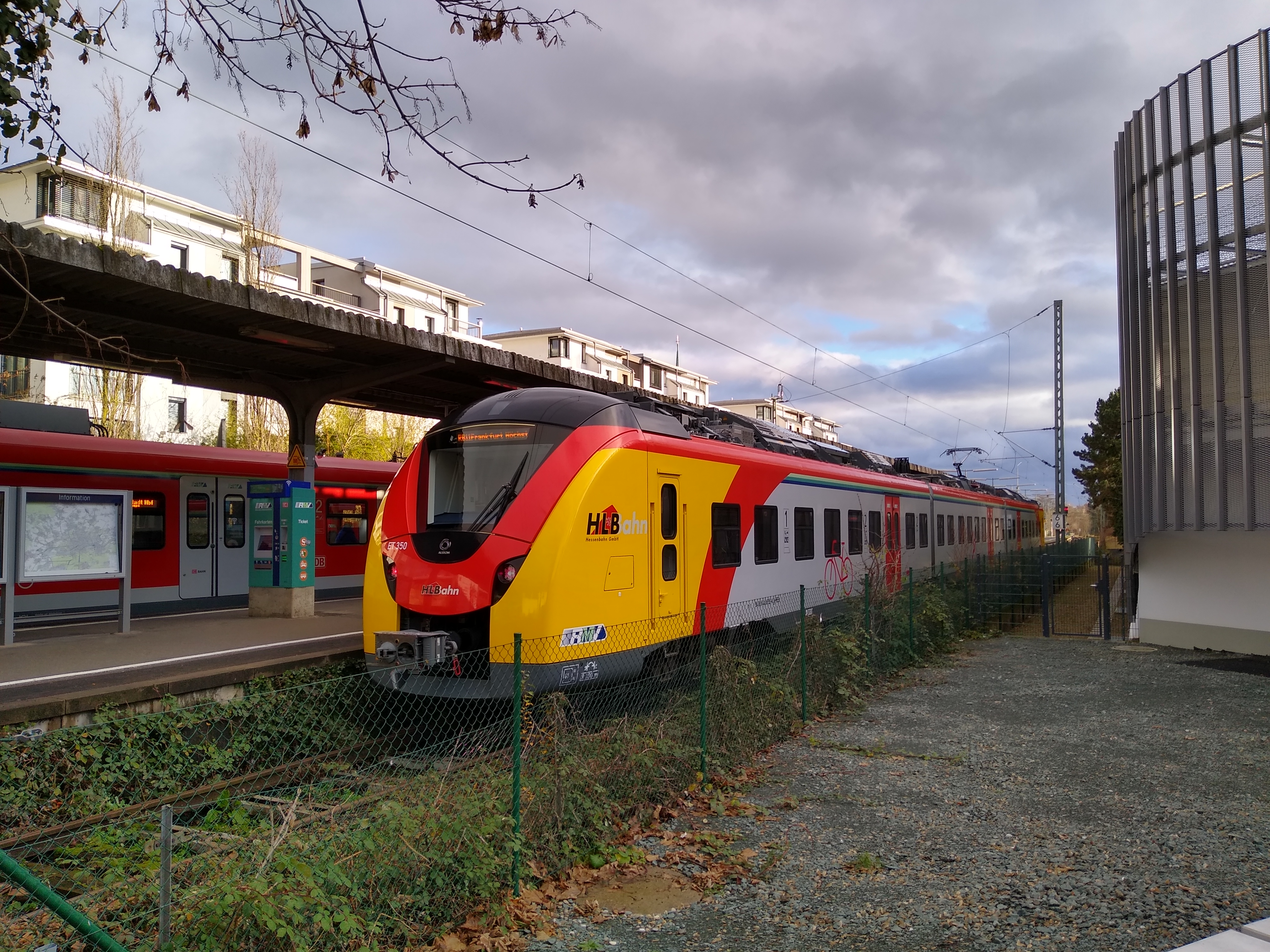
Coradia Continental in Bad Soden (Taunus)
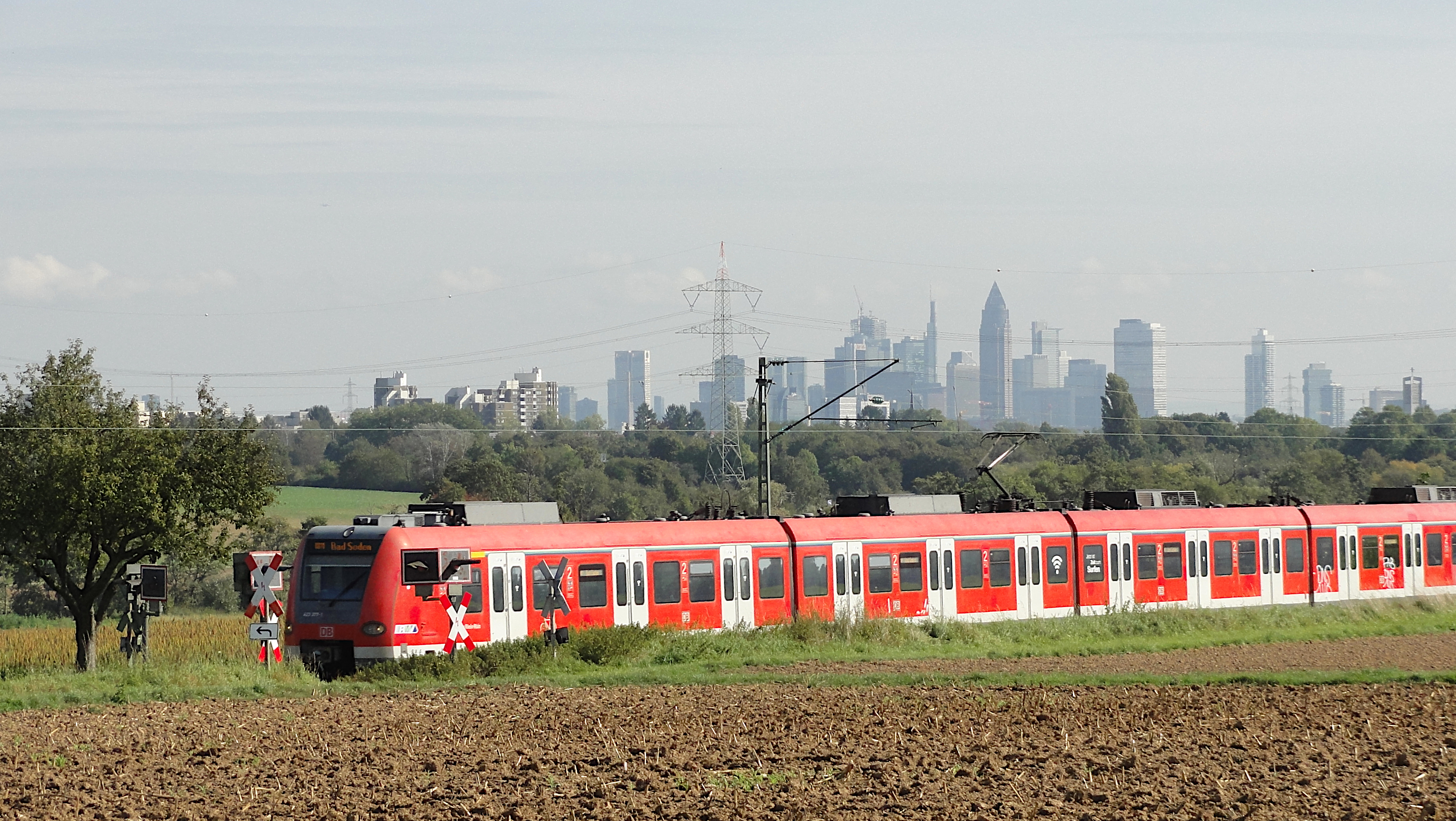
Triebwagen der Baureihe 423 der S-Bahn Rhein-Main im Einsatz als RB11

## Zukunft
Die Sodener Bahn erfährt eine "Wiederauferstehung", da sie in die Regionalstadtbahn „Regionaltangente West“ (RTW) als Linie RTW 2 eingebunden wird. Ein Ast der Linie RTW 2 startet in Bad Soden über Sulzbach bis zur Dunantsiedlung. Die Errichtung eines weiteren Haltepunktes in Höhe der Bahnunterführung der Zuckschwerdtstraße (zwischen Klinikum Frankfurt Höchst und Höchster Stadtpark) sowie ein zweigleisiger Ausbau dieses Teilstücks ist vorgesehen. Das Planfeststellungsverfahren wurde im März 2017 eröffnet. Für den mittleren Abschnitt der Regionaltangente West (Bad Soden bis Kelsterbach) begannen mit dem Spatenstich am 4. Dezember 2024 die Hauptbauarbeiten in diesem Bereich.